# 14番目の月
『14番目の月』（じゅうよんばんめのつき）は、荒井由実の4枚目のオリジナルアルバム。オリジナルは1976年11月20日に東芝EMIからリリースされた（LP：ETP-72221、CT：ZA-1610・ZT25-328）。
一時期、音源の原盤権の都合でアルファレコードより発売されたこともある。2000年4月26日にLPのブックレットを復刻し、バーニー・グランドマンによるデジタルリマスタリングで音質を大幅に向上したリマスタリングCD（TOCT-10714）をリリース。2005年3月10日より音楽配信された。

## 解説
- 独身時代最後のオリジナル・アルバム。サウンド的にはアコースティック・ピアノは余り使われていない。このアルバムから松任谷正隆がプロデューサーを担当するようになる。
- 1976年11月14日にはNHKホールにて「14番目の月リサイタル」を開催した。この模様は1976年12月31日にNHK総合にて放送され、1977年1月にはNHK-FMにて放送された。1976年12月にはエッセイ&写真集「十四番目の月」を出版。また、本人はこのアルバムで歌手を引退するつもりだったと、自伝『ルージュの伝言』で語っている。
- 音楽配信を機に本人監修のもと、全曲の英語表記が公式に発表された[1]。

## 収録曲
| 全作詞・作曲: 荒井由実、全編曲: 松任谷正隆。 |                                                 |          |            |      |
| #                                            | タイトル                                        | 作詞     | 作曲・編曲 | 時間 |
| 1.                                           | 「さざ波 -Ripples-」                            | 荒井由実 | 荒井由実   | 4:37 |
| 2.                                           | 「14番目の月 -The 14th Moon-」                  | 荒井由実 | 荒井由実   | 3:27 |
| 3.                                           | 「さみしさのゆくえ -Where Does Loneliness Go-」 | 荒井由実 | 荒井由実   | 5:23 |
| 4.                                           | 「朝陽の中で微笑んで -In The Morning Light-」   | 荒井由実 | 荒井由実   | 5:22 |
| 5.                                           | 「中央フリーウェイ -Chuo Freeway-」             | 荒井由実 | 荒井由実   | 3:39 |
| 合計時間:                                    | 合計時間:                                       | 22:28    |            |      |

| 全作詞・作曲: 荒井由実、全編曲: 松任谷正隆。 |                                                                |          |            |      |
| #                                            | タイトル                                                       | 作詞     | 作曲・編曲 | 時間 |
| 1.                                           | 「何もなかったように -Like Nothing Ever Happened-」            | 荒井由実 | 荒井由実   | 5:06 |
| 2.                                           | 「天気雨 -Sun Shower-」                                        | 荒井由実 | 荒井由実   | 3:05 |
| 3.                                           | 「避暑地の出来事 -A Summer Place-」                            | 荒井由実 | 荒井由実   | 2:39 |
| 4.                                           | 「グッド・ラック・アンド・グッドバイ -Good Luck And Goodbye-」 | 荒井由実 | 荒井由実   | 3:44 |
| 5.                                           | 「晩夏（ひとりの季節） -Late Summer (The Lonely Season)-」     | 荒井由実 | 荒井由実   | 3:17 |
| 合計時間:                                    | 合計時間:                                                      | 17:51    |            |      |

### 楽曲解説
1. さざ波
2. 14番目の月
タイトルは映画 『スリランカの愛と別れ』 の高峰秀子の台詞に由来する（正確には、当時ユーミンは映画雑誌の立読みから科白の該当部分のみを知っていただけで、この映画を観ておらず、科白のシーンはもちろん、タイトルすら正しくは知らなかったので、あまり映画とは関係がない）。ライヴでは終盤を盛り上げる定番曲でもある。1991年TBS系『ルージュの伝言』にてドラマ化された（第17話、主演は小松千春）。
カバー：折笠愛（1997年）、スピッツ（2002年）、奥村愛子（2005年）。1980年にアルファレコードからシングルカットされた「中央フリーウェイ」のB面に収録されている。
3. さみしさのゆくえ
ユーミンが言うには、歌詞には出てこないが学生運動が行われていた時代の恋愛が描かれた楽曲とのこと[2]。
4. 朝陽の中で微笑んで
1976年、ハイ・ファイ・セットへの提供曲。その年の映画『凍河』の主題歌。
カバー：パティ・オースティン、諫山実生（2003年）、ケイコ・リー（2008年）、久保田利伸（2010年）。
5. 中央フリーウェイ
題名は中央自動車道に由来する。フリーウェイとは高速道路のこと。中央道を調布から八王子方面へ向かう際に見える在日米軍の調布基地（1974年に全面返還）、下り線から右に見える東京競馬場や[注釈 3]左に見えるサントリー武蔵野ビール工場と、東京都府中市近辺の風景が歌われる。
1976年3月14日、TBS系『日曜スペシャル』で企画されたスタジオ・ライブ番組『セブンスターショー』（荒井由実&かまやつひろし）ではかまやつが歌ったが、曲中のテロップでは「この曲はユーミンがムッシュ（かまやつ）のために書いたものです。心がこもっているかしら…。」と紹介された。なおこの当時、中央道の高井戸IC - 調布IC間は未開通であった（同年5月18日開通）。
一方で松任谷正隆の自著や村井邦彦によれば、この曲は松任谷が仕事の帰り、ユーミンを八王子まで送っていた頃の思い出を曲にしたもので、その時の車種は「うんこ色のマークII」であったという[3][4]。
1989年に公開されたアニメ映画『魔女の宅急便』の主題歌候補にも選ばれたが、都内の具体的な地名が入っているためにヨーロッパを舞台にした映画と合わず、結局採用されなかった（代わって「ルージュの伝言」が採用された）。1980年にアルファレコードからシングルカットされている(規格番号はALR-710)。
1991年、TBS系『ルージュの伝言』にてドラマ化された（第7話、主演は桃井かおり）。
カバー：ハイ・ファイ・セット、庄野真代（1977年）、木梨憲武（1996年）、矢口真里（2003年）、ケラ&ザ・シンセサイザーズ（2006年）、Salon（2008年）、大橋純子（2009年）、スウィング・アウト・シスター、今井美樹（2013年）。
清水ミチコが2019年1月2日に行った日本武道館公演で、「高輪ゲートウェイ」と替え歌にして歌った[5][6][7]。
2023年12月発売のコラボレーション・ベストアルバム『ユーミン乾杯!!』にて、「YOASOBI cheers 松任谷由実」名義で新たに歌詞を追加したアレンジバージョンが収録された[8]。追加歌詞の原作は山内マリコ『すべての事はメッセージ　小説ユーミン』、追加歌詞の作詞および編曲はAyase。
6. 何もなかったように
当時ユーミンが飼っていた愛犬のシェパードが死んで、その供養のために作った曲。
カバー：Cocco（2016年）。映画『リップヴァンウィンクルの花嫁』劇中歌。
7. 天気雨
1976年6月13日（日曜日）に日本テレビ系列で放送された『遠くへ行きたい』にユーミンが出演した際、湘南地域への番組ロケを通して歌作りをした楽曲。歌詞に出てくる「ゴッデス」は茅ヶ崎にあるサーフショップ。また、歌詞に相模線も登場する。2020年10月4日に放送された『遠くへ行きたい ～50周年スペシャル！ 懐かしきニッポン再発見！～』においても楽曲製作の模様が一部放送された。
8. 避暑地の出来事
1976年伊勢丹CMソング。長年に渡り、ユーミンのオリジナル曲のなかで最も短い曲（2分39秒）であったが、2020年リリースの『Good! Morning』（2分30秒）によって最短記録が更新されている。
9. グッド・ラック・アンド・グッドバイ
岡崎友紀への提供曲。1991年TBS系『ルージュの伝言』にてドラマ化された（第9話、主演は有森也実）。かつては和歌山と徳島を結ぶ南海フェリーの船内放送でも使われていた。
カバー：CHiYO（2006年）、曾我泰久（2011年）。
10. 晩夏（ひとりの季節）
竹内まりやが『松任谷由実 サウンドアドベンチャー』にゲスト出演した際、美大出身のユーミンにしか書けない曲と絶賛した楽曲。
秦基博、平原綾香らがカバーしている。
NHKの「銀河テレビ小説」枠で1976年8月に放送された"ふるさとシリーズ"のドラマ、山田太一脚本の『夏の故郷』と、市川森一脚本の『幻のぶどう園』でシリーズ共通のドラマ主題歌として使われた。

## 参加ミュージシャン
- キーボード : 松任谷正隆
- ピアノ : 荒井由実（B1）
- ドラム : Mike Baird
- スチールドラム : 細野晴臣
- パーカッション : 斎藤ノブ
- エレクトリック・ギター : 松原正樹、鈴木茂
- アコースティック・ギター, バンジョー&12弦ギター : 瀬戸龍介
- スティール・ギター : 駒沢裕城
- ベース : Leland Sklar
- コーラス : 山下達郎、吉田美奈子、大貫妙子、尾崎亜美、タイム・ファイブ、Corporation Three
- ウッドウインズ：清水万紀夫、三森一郎、鈴木重雄、村岡健、砂原俊三
- ホルン：沖田晏宏、伊藤泰世
- ブラス：羽鳥幸次、数原晋、新井英二、平内保夫、岡田澄夫、三田治美
- ハープ：山畑松枝
- ストリングス：玉野嘉久&His Friends